# Sint-Julianakerk (Retinne)

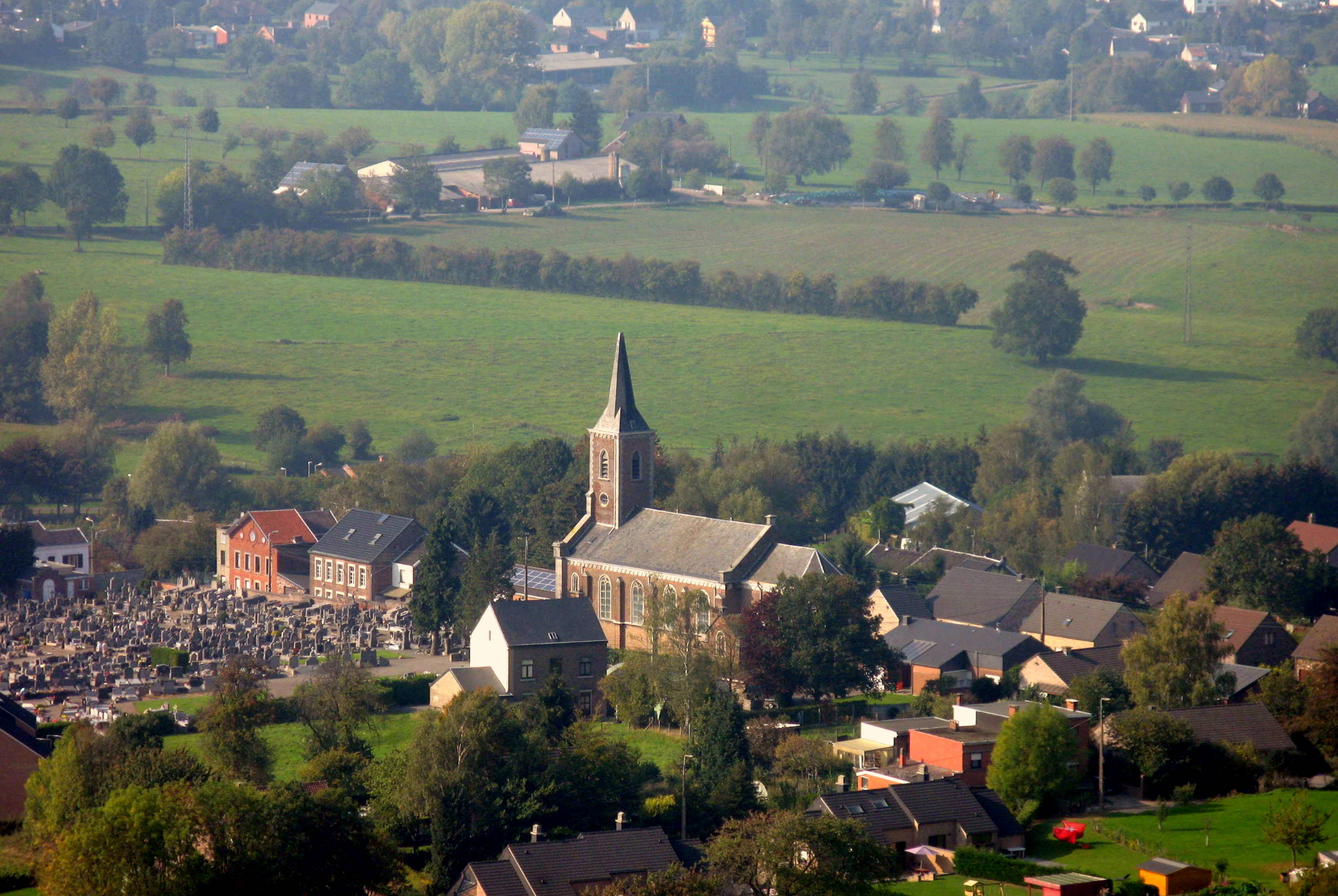
Sint-Julianakerk

De Sint-Julianakerk (Église Sainte-Julienne) is de parochiekerk van het tot de Belgische gemeente Fléron behorende dorp Retinne, gelegen aan de Rue des Chanoines.
Het betreft een neogotische kerk die in 1845 werd gebouwd op de plaats van een aan Onze-Lieve-Vrouw gewijde kapel van 1682. Architect was Tieleman Franciscus Suys. De bakstenen kerk heeft kalkstenen omlijstingen, een slanke, ingebouwde toren en een verlaagd koor.
Merkwaardig zijn de beschilderde gewelven, een groot aantal borstbeelden van heiligen die te midden van de versieringen aangebracht zijn, heiligenbeelden en kerkmeubelen, alle in neogotische stijl en uit de tijd van de bouw van de kerk.